# Marian Piechaczek
Marian Piechaczek (ur. 16 stycznia 1953 w Radlinie) – polski piłkarz, występujący na pozycji obrońcy.

## Kariera
Piłkarską karierę rozpoczynał w Górniku Radlin, do którego trafił dzięki udanemu występowi w turnieju międzyszkolnym. W 1973 roku został zawodnikiem GKS Tychy, grającego wówczas w II lidze. W sezonie 1973/1974 wywalczył z klubem awans do I ligi. Dwa lata później zdobył wraz z klubem wicemistrzostwo Polski, pełniąc wówczas funkcję kapitana. Po sezonie 1976/1977 spadł z ligi. W 1978 roku przeszedł do Ruchu Chorzów, z którym w sezonie 1978/1979 został mistrzem kraju. Po przebytych problemach zdrowotnych odszedł w 1982 roku do Odry Wodzisław Śląski, w której rozegrał 93 mecze. W 1987 roku zakończył piłkarską karierę z powodu kontuzji.
Po zakończeniu kariery piłkarskiej był trenerem pierwszego zespołu oraz rezerw Odry Wodzisław Śląski, a także Naprzodu Rydułtowy, Startu Mszana i Naprzodu Syrynia.

## Statystyki ligowe
| Sezon     | Klub         | Liga    | Mecze | Gole |
| --------- | ------------ | ------- | ----- | ---- |
| 1973/1974 | GKS Tychy    | II liga | ?     | ?    |
| 1974/1975 | GKS Tychy    | I liga  | 27    | 0    |
| 1975/1976 | GKS Tychy    | I liga  | 29    | 0    |
| 1976/1977 | GKS Tychy    | I liga  | 30    | 0    |
| 1977/1978 | GKS Tychy    | II liga | ?     | ?    |
| 1978/1979 | Ruch Chorzów | I liga  | 30    | 0    |
| 1979/1980 | Ruch Chorzów | I liga  | 24    | 0    |
| 1980/1981 | Ruch Chorzów | I liga  | 14    | 0    |
| 1981/1982 | Ruch Chorzów | I liga  | 7     | 0    |